# Phyllomacromia bicristulata
Phyllomacromia bicristulata – gatunek ważki z rodziny Macromiidae.